# Tabanus brevitrianguliferus
Tabanus brevitrianguliferus är en tvåvingeart som beskrevs av Krober 1931. Tabanus brevitrianguliferus ingår i släktet Tabanus och familjen bromsar.
Artens utbredningsområde är Venezuela. Inga underarter finns listade i Catalogue of Life.